# Agostino Di Bartolomei
(Federazione Italiana Giuoco Calcio, 2014)
Agostino Di Bartolomei (Roma, 8 aprile 1955 – Castellabate, 30 maggio 1994) è stato un calciatore italiano, di ruolo centrocampista o difensore.

## Biografia
Dal carattere schivo e riservato, molto lontano dai canoni classici del calciatore, morì suicida la mattina del 30 maggio 1994 a San Marco, la frazione di Castellabate dove viveva, sparandosi un colpo di pistola Smith & Wesson .38 Special al petto: erano trascorsi dieci anni esatti dalla finale di Coppa dei Campioni persa dalla sua Roma, di cui era capitano, contro il Liverpool.
I motivi del suicidio divennero chiari quando fu rinvenuto un biglietto in cui il calciatore spiegava il suo gesto, da ricollegarsi probabilmente alle porte chiuse che il mondo del calcio gli serrava: «mi sento chiuso in un buco». Dopo i funerali venne sepolto nel cimitero di Castellabate.

## Caratteristiche tecniche

Di Bartolomei al tiro, una delle sue specialità.

Soprannominato "Ago" o "Diba", si espresse al meglio come centrocampista, posizionato dal tecnico Nils Liedholm davanti alla difesa, mettendo in mostra carisma, continuità di rendimento e, soprattutto, intelligenza tattica: sopperì infatti alla maggiore pecca che gli veniva imputata, la scarsa propensione allo scatto e alla corsa, con una perfetta lettura in anticipo delle fasi di gioco – come a pensare "più veloce" dei suoi avversari.
Nel corso della carriera, venne impiegato con ottimi risultati anche come centrale di difesa; in questo senso, Gianni Mura scrisse: «da centrocampista ebbe una seconda carriera come libero, o centrale difensivo. Un destino che tocca solo a giocatori di costruzione, con un grande senso del gioco collettivo. Come Beckenbauer, come Scirea che mi viene automatico accostare ad Agostino per i silenzi e per la stessa visione di un calcio semplice, pulito».
Capace di lanci e servizi impeccabili verso i compagni di squadra, era inoltre dotato di grande potenza nelle conclusioni a rete, arma con cui trovò svariate volte la via del gol sia da fuori area sia su calcio di punizione; la stessa la impiegò come rigorista, spesso con tiri sotto la traversa calciati praticamente da fermo.

## Carriera

### Giocatore

#### Club

##### Gli inizi tra Roma e Vicenza

Di Bartolomei posa con la maglia giallorossa nella stagione 1978-1979

Iniziò a tirare calci al pallone sui campetti del suo quartiere, a Tor Marancia. Crebbe poi nell'OMI, una delle squadre satellite della Roma. Nel 1968, tredicenne, venne notato da alcuni osservatori del Milan, rifiutando tuttavia la proposta del club lombardo poiché riluttante all'idea di trasferirsi lontano da casa a una così giovane età.
Riuscì quindi ad approdare nel vivaio della Roma, vincendo coi giovani capitolini nei primi anni settanta due titoli nazionali di categoria e conquistandosi al contempo le prime sortite in prima squadra, avvenute nella stagione 1972-1973; il suo primo tecnico fu Antonio Trebiciani che lo fece esordire in Serie A il 22 aprile 1973, pochi giorni dopo il suo diciottesimo compleanno, in un pareggio a reti bianche a Milano contro l'Inter.
Nell'annata 1973-1974, alla prima giornata contro il Bologna (2-1) arrivò il primo gol con la maglia della Roma. Nelle tre stagioni iniziali in giallorosso, dove fece la spola tra giovanili e prima squadra, collezionò 23 presenze con un minutaggio via via sempre maggiore. L'annata 1975-1976 la trascorse invece in prestito al Lanerossi Vicenza, in Serie B, per maturare definitivamente in una compagine composta prevalentemente da giovani elementi: agli ordini di Manlio Scopigno affrontò quindi per la prima volta in carriera una stagione da titolare.

##### L'affermazione in giallorosso

Di Bartolomei nell'ultima annata a Roma, 1983-1984, con lo scudetto sul petto e la fascia di capitano al braccio.

Dal campionato 1976-1977, tornato a Roma, divenne un punto fermo nella squadra della sua città e sino al torneo 1983-1984 raramente si trovò a saltare delle gare, tanto da ottenere a fine anni settanta i gradi di capitano della formazione giallorossa.
Il torneo 1977-1978 fu per lui il più prolifico sottoporta, avendo messo a segno 10 reti; ne realizzò invece 7 l'anno dello scudetto. Fu questa, anche, la stagione in cui l'allenatore Nils Liedholm decise di arretrarlo a libero, accanto al giovane stopper Vierchowod: l'esperimento, dopo un iniziale settaggio dei meccanismi, diede ottimi frutti e culminò nel tricolore atteso sulla sponda giallorossa della capitale da quarantuno anni.
In totale giocò con la casacca della Roma 308 gare (di cui 146 con la fascia al braccio), segnando 66 gol. In undici stagioni coi capitolini conquistò, oltre al succitato titolo italiano del 1983, anche tre Coppe Italia, raggiungendo inoltre nel 1984 la finale di Coppa dei Campioni – la prima e fin qui unica nella storia del club romano – persa ai tiri di rigore all'Olimpico contro gli inglesi del Liverpool. Nella sua avventura all'ombra del Colosseo venne espulso un'unica volta, nel torneo 1978-1979 contro la Juventus (gli venne sventolato il cartellino rosso insieme a Virdis), partita in cui segnò peraltro anche la rete della vittoria.

30 maggio 1984, Di Bartolomei assieme a Graeme Souness prima della finale di Coppa dei Campioni tra i giallorossi e il Liverpool.

Nell'estate 1984, con l'arrivo di Sven-Göran Eriksson sulla panchina giallorossa, venne inserito nella lista dei partenti non essendo ritenuto adatto alle veloci dinamiche di gioco del tecnico svedese. Disputò la sua ultima partita in giallorosso in occasione della finale di Coppa Italia del 1983-1984 vinta contro il Verona, coi tifosi che gli dedicarono lo striscione: «Ti hanno tolto la Roma ma non la tua curva».

##### Milan
Si trasferì quindi, al seguito dell'allenatore Liedholm, nelle file del Milan, vestendo quella maglia rossonera che, da ragazzo, aveva rifiutato sedici anni prima.
Durante il primo campionato a Milano, dopo poche giornate si trovò di fronte a San Siro la sua ex squadra, cui siglò una delle reti della vittoria meneghina (2-1): la vibrante e rabbiosa esultanza con cui festeggiò il gol, carica di rivalsa per essere stato messo da parte troppo in fretta dalla "sua" Roma, non gli venne perdonata dalla tifoseria capitolina che pochi mesi dopo, nella sfida di ritorno all'Olimpico, gli riserverà una dura accoglienza; in questa difficile situazione ambientale, dopo un contrasto su Conti, l'ex capitano giallorosso venne quasi aggredito da Graziani in una partita che degenerò in rissa.

Di Bartolomei (primo da sinistra) al Milan nella stagione 1986-1987, assieme a Baresi, Donadoni ed Evani.

Con il Milan giocò per tre stagioni, segnando tra l'altro anche un gol nel derby milanese, senza tuttavia sollevare trofei; col club lombardo raggiunse una finale di Coppa Italia nell'anno del debutto, persa contro la Sampdoria.

##### Cesena e Salernitana
Nel 1987 i rossoneri, nel frattempo entrati nell'era Sacchi, cedettero l'ormai trentaduenne Di Bartolomei al Cesena. In Romagna il giocatore ebbe modo di disputare un'ultima stagione nella massima categoria italiana, guidando coi gradi di capitano l'undici bianconero alla salvezza.

Di Bartolomei con la maglia della Salernitana nell'annata 1989-1990

Concluse la carriera sui campi di Serie C nel 1990, dopo due annate con la Salernitana, nell'ultima delle quali contribuì al raggiungimento della storica promozione dei campani in cadetteria dopo ventitré anni di assenza, indossando anche in questo caso la fascia al braccio.

#### Nazionale
La prima convocazione nella Nazionale Under-21 arrivò nel 1973, all'età di diciotto anni, senza tuttavia scendere in campo. Dal 1976 al 1978 collezionò poi 8 presenze e 7 reti tra le file degli Azzurrini, partecipando nell'ultimo anno al campionato europeo di categoria. Non debuttò mai, invece, con la maglia della Nazionale maggiore.

### Dopo il ritiro
Fu opinionista per la Rai durante i Mondiali di calcio nel 1990. Dopo l'addio alla pratica agonistica si stabilì a Castellabate, paese d'origine della compagna, luogo dove fondò una scuola calcio che portava il suo nome e in cui cercò d'infondere ai ragazzi la sua visione del mondo del pallone, pulito, nel rispetto delle regole e dell'etica del gioco: «a me piacerebbe che i ragazzini imparassero da piccoli ad amare il calcio, ma non prendendo a modello alcuni dei miei capricciosi colleghi».

## Statistiche

### Presenze e reti nei club
| Stagione           | Squadra            | Campionato         | Campionato | Campionato | Coppe nazionali | Coppe nazionali | Coppe nazionali | Coppe continentali | Coppe continentali | Coppe continentali | Altre coppe | Altre coppe | Altre coppe | Totale | Totale |
| Stagione           | Squadra            | Comp               | Pres       | Reti       | Comp            | Pres            | Reti            | Comp               | Pres               | Reti               | Comp        | Pres        | Reti        | Pres   | Reti   |
| ------------------ | ------------------ | ------------------ | ---------- | ---------- | --------------- | --------------- | --------------- | ------------------ | ------------------ | ------------------ | ----------- | ----------- | ----------- | ------ | ------ |
| 1972-1973          | Roma               | A                  | 2          | 0          | CI              | 0               | 0               | -                  | -                  | -                  | CAI         | 1           | 0           | 3      | 0      |
| 1973-1974          | Roma               | A                  | 8          | 1          | CI              | 4               | 0               | -                  | -                  | -                  | -           | -           | -           | 12     | 1      |
| 1974-1975          | Roma               | A                  | 13         | 0          | CI              | 2               | 0               | -                  | -                  | -                  | -           | -           | -           | 15     | 0      |
| 1975-1976          | Lanerossi Vicenza  | B                  | 33         | 4          | CI              | 4               | 1               | -                  | -                  | -                  | -           | -           | -           | 37     | 5      |
| 1976-1977          | Roma               | A                  | 29         | 8          | CI              | 4               | 1               | -                  | -                  | -                  | -           | -           | -           | 33     | 9      |
| 1977-1978          | Roma               | A                  | 26         | 10         | CI              | 4               | 3               | -                  | -                  | -                  | CE          | 6           | 2           | 36     | 15     |
| 1978-1979          | Roma               | A                  | 28         | 5          | CI              | 4               | 3               | -                  | -                  | -                  | -           | -           | -           | 32     | 7      |
| 1979-1980          | Roma               | A                  | 23         | 5          | CI              | 7               | 3               | -                  | -                  | -                  | -           | -           | -           | 30     | 8      |
| 1980-1981          | Roma               | A                  | 30         | 6          | CI              | 4               | 2               | CdC                | 2                  | 0                  | TC          | 2           | 2           | 38     | 10     |
| 1981-1982          | Roma               | A                  | 22         | 3          | CI              | 2               | 1               | CdC                | 2                  | 0                  | -           | -           | -           | 26     | 4      |
| 1982-1983          | Roma               | A                  | 28         | 7          | CI              | 9               | 1               | CU                 | 7                  | 1                  | -           | -           | -           | 44     | 9      |
| 1983-1984          | Roma               | A                  | 28         | 5          | CI              | 12              | 1               | CC                 | 8                  | 1                  | -           | -           | -           | 48     | 7      |
| Totale Roma        | Totale Roma        | Totale Roma        | 237        | 50         |                 | 52              | 15              |                    | 19                 | 2                  |             | 9           | 4           | 317    | 71     |
| 1984-1985          | Milan              | A                  | 29         | 6          | CI              | 13              | 3               | -                  | -                  | -                  | -           | -           | -           | 42     | 9      |
| 1985-1986          | Milan              | A                  | 29         | 2          | CI              | 6               | 1               | CU                 | 6                  | 0                  | TE          | 3           | 0           | 44     | 3      |
| 1986-1987          | Milan              | A                  | 30+1       | 1+0        | CI              | 6               | 1               | -                  | -                  | -                  | -           | -           | -           | 37     | 2      |
| Totale Milan       | Totale Milan       | Totale Milan       | 88+1       | 9          |                 | 25              | 5               |                    | 6                  | 0                  |             | 3           | 0           | 123    | 14     |
| 1987-1988          | Cesena             | A                  | 25         | 4          | CI              | 2               | 0               | -                  | -                  | -                  | -           | -           | -           | 27     | 4      |
| 1988-1989          | Salernitana        | C1                 | 22         | 7          | CI-C            | ?               | ?               | -                  | -                  | -                  | -           | -           | -           | 22+    | 7+     |
| 1989-1990          | Salernitana        | C1                 | 30         | 9          | CI-C            | ?               | ?               | -                  | -                  | -                  | -           | -           | -           | 30+    | 9+     |
| Totale Salernitana | Totale Salernitana | Totale Salernitana | 52         | 16         |                 | 19              | 5               |                    | -                  | -                  |             | -           | -           | 71     | 21     |
| Totale carriera    | Totale carriera    | Totale carriera    | 436        | 83         |                 | 102             | 26              |                    | 25                 | 2                  |             | 12          | 4           | 575    | 115    |

### Cronologia presenze e reti in nazionale
| Cronologia completa delle presenze e delle reti in nazionale ― Italia under 21 | Cronologia completa delle presenze e delle reti in nazionale ― Italia under 21 | Cronologia completa delle presenze e delle reti in nazionale ― Italia under 21 | Cronologia completa delle presenze e delle reti in nazionale ― Italia under 21 | Cronologia completa delle presenze e delle reti in nazionale ― Italia under 21 | Cronologia completa delle presenze e delle reti in nazionale ― Italia under 21 | Cronologia completa delle presenze e delle reti in nazionale ― Italia under 21 | Cronologia completa delle presenze e delle reti in nazionale ― Italia under 21 |
| Data                                                                           | Città                                                                          | In casa                                                                        | Risultato                                                                      | Ospiti                                                                         | Competizione                                                                   | Reti                                                                           | Note                                                                           |
| ------------------------------------------------------------------------------ | ------------------------------------------------------------------------------ | ------------------------------------------------------------------------------ | ------------------------------------------------------------------------------ | ------------------------------------------------------------------------------ | ------------------------------------------------------------------------------ | ------------------------------------------------------------------------------ | ------------------------------------------------------------------------------ |
| 16-11-1976                                                                     | Terni                                                                          | Italia under 21                                                                | 4 – 0                                                                          | Francia under 21                                                               | Amichevole                                                                     | 3                                                                              | 57’                                                                            |
| 23-12-1976                                                                     | Funchal                                                                        | Portogallo under 21                                                            | 1 – 0                                                                          | Italia under 21                                                                | Qual. Europeo Under-21 1978                                                    | -                                                                              |                                                                                |
| 9-2-1977                                                                       | Como                                                                           | Italia under 21                                                                | 4 – 0                                                                          | Lussemburgo under 21                                                           | Qual. Europeo Under-21 1978                                                    | 2                                                                              | 81’                                                                            |
| 24-2-1977                                                                      | Modena                                                                         | Italia under 21                                                                | 1 – 0                                                                          | Finlandia under 21                                                             | Amichevole                                                                     | -                                                                              |                                                                                |
| 5-10-1977                                                                      | Pescara                                                                        | Italia under 21                                                                | 2 – 2                                                                          | Jugoslavia under 21                                                            | Amichevole                                                                     | -                                                                              | cap.                                                                           |
| 12-11-1977                                                                     | Esch-sur-Alzette                                                               | Lussemburgo under 21                                                           | 1 – 5                                                                          | Italia under 21                                                                | Qual. Europeo Under-21 1978                                                    | 2                                                                              | 42’                                                                            |
| 8-3-1978                                                                       | Manchester                                                                     | Inghilterra under 21                                                           | 2 – 1                                                                          | Italia under 21                                                                | Europeo Under-21 1978 - Quarti di finale                                       | -                                                                              |                                                                                |
| 5-4-1978                                                                       | Roma                                                                           | Italia under 21                                                                | 0 – 0                                                                          | Inghilterra under 21                                                           | Europeo Under-21 1978 - Quarti di finale                                       | -                                                                              |                                                                                |
| Totale                                                                         |                                                                                | Presenze                                                                       | 8                                                                              |                                                                                | Reti                                                                           | 7                                                                              |                                                                                |

## Palmarès

Di Bartolomei, capitano romanista, festeggia con la squadra la vittoria del campionato di Serie A 1982-1983.

### Club

#### Competizioni giovanili
- Campionato Primavera: 2

Roma: 1972-1973, 1973-1974
- Coppa Italia Primavera: 1

Roma: 1973-1974

#### Competizioni nazionali
- Coppa Italia: 3

Roma: 1979-1980, 1980-1981, 1983-1984
- Campionato italiano: 1

Roma: 1982-1983

## Nella cultura di massa
(Gianni Mura, 2012)
In ambito calcistico, nel 2012 Di Bartolomei è stato tra i primi undici giocatori a essere inserito nella hall of fame ufficiale della Roma; ulteriormente, nel 2024 è stato inserito nella Hall of Fame del calcio italiano. Il 16 aprile 2014, per i vent'anni dalla scomparsa, in occasione della finale di Coppa Italia Lega Pro a Salerno tra la Salernitana e il Monza, la squadra campana ha sfoggiato una speciale maglia celebrativa, replica di quella indossata dal giocatore nella stagione 1989-1990 e recante il suo autografo.
In campo cinematografico, il personaggio di Antonio Pisapia nel film L'uomo in più del 2001 di Paolo Sorrentino è stato ispirato dalla figura di Di Bartolomei. Nel 2011 è stato prodotto 11 metri, un documentario diretto da Francesco Del Grosso che ripercorre la vita del calciatore attraverso i suoi luoghi (Roma, Milano, Salerno e Castellabate).
In campo letterario, la vicenda umana e calcistica di Di Bartolomei è raccontata nel libro del 2010 L'ultima partita di Giovanni Bianconi e Andrea Salerno; il figlio Luca ha scritto una lettera al padre nella prefazione del libro. Il 24 settembre 2012 è uscito Il manuale del calcio, raccolta di scritti originariamente riservata al figlio Luca, in cui il calciatore illustrava la sua personale visione del calcio.
In campo musicale, nel 2007 il cantautore Antonello Venditti, tifoso romanista ma soprattutto amico di Di Bartolomei, gli ha dedicato la canzone Tradimento e perdono: «L'ho scritta il 30 maggio, anniversario della morte di Di Bartolomei, e del giorno in cui la Roma perse nell'84 la Coppa dei Campioni. Può avere valore anche per me, è una canzone preventiva; io penso che uno che ha successo, abbia diritto a più amore che non una persona normale: a volte, quando finisce la tua importanza, una parola può bastare». Inoltre la canzone La leva calcistica della classe '68 del cantautore Francesco De Gregori è liberamente ispirata alla sua figura.
In ambito odonomastico, il 30 dicembre 2002 il Comune di Roma gli ha dedicato un viale interno a villa Lais, nel quartiere Tuscolano. Similmente, il Comune di Castellabate gli ha intitolato una strada nella frazione di San Marco dove egli viveva, mentre il Comune di Salerno gli ha dedicato un viale alberato che porta dalla costa fino allo stadio Arechi. Inoltre dal 24 febbraio 2012 il "Campo A" del Centro sportivo Fulvio Bernardini di Trigoria è intitolato alla memoria di Di Bartolomei, per iniziativa della società giallorossa.
In ambito teatrale, nello spettacolo Roma-Liverpool 1-1 del 2016, scritto da Roberto Manfridi e interpretato da Paolo Triestino, ha un ruolo importante il ricordo di Di Bartolomei, nel contesto della rievocazione della finale della Coppa dei Campioni 1983-1984.